# Erik Johansson (pentatleta)
Erik Olov Torbjörn Johansson (Uppsala, 29 ottobre 1974) è un pentatleta svedese.

## Palmarès
In carriera ha conseguito i seguenti risultati:
- Mondiali:

Pesaro 2000: bronzo nel pentathlon moderno a squadre.
Millfield 2001: argento nel pentathlon moderno a squadre.
San Francisco 2002: argento nel pentathlon moderno individuale.
Pesaro 2003: argento nel pentathlon moderno individuale.
- Europei

Székesfehérvár 2000: bronzo nel pentathlon moderno staffetta a squadre.
Usti nad Labem 2003: bronzo nel pentathlon moderno staffetta a squadre.